# Hôn nhân cùng giới ở Hidalgo
Hôn nhân cùng giới ở Hidalgo của Mexico đã trở thành hợp pháp vào ngày 11 tháng 6 năm 2019. Dự luật hợp pháp hóa đã được Quốc hội tiểu bang phê duyệt vào ngày 14 tháng 5 năm 2019 và được ký bởi Thống đốc vào ngày 24 tháng 5. Nó được công bố trên tạp chí chính thức vào ngày 10 tháng 6 năm 2019 và có hiệu lực vào ngày hôm sau.

## Dư luận
Một cuộc thăm dò ý kiến năm 2017 được thực hiện bởi Gabinete de Comunicación Estratégica cho thấy 51% cư dân Hidalgo ủng hộ hôn nhân cùng giới. 46% đã phản đối.
Theo một cuộc khảo sát năm 2018 của Acaduto Nacional de Estadística y Geografía (INEGI), 42% người Hidalgo phản đối hôn nhân cùng giới.